# Eiger
Pour les articles homonymes, voir Eiger (homonymie).
L’Eiger (prononcé en allemand : [ˈaɪ̯ɡɐ] ) est un sommet individualisé des Alpes situé en Suisse dans le massif des Alpes bernoises. Son nom, attesté en 1252, ne signifie pas « ogre », contrairement à une idée reçue, mais plus probablement « grand épieu ». La confusion est due aux alpinistes morts lors de la montée de la face nord : celle-ci, presque totalement verticale ou déversante, est considérée comme la plus impressionnante et la plus célèbre face des Alpes, si ce n'est la plus haute. Avec les faces nord du Cervin et des Grandes Jorasses, elle a constitué pour l'alpinisme l'un des « trois derniers problèmes des Alpes », et le dernier résolu.
L'Eiger est traversé par le tunnel d'un chemin de fer à crémaillère de la compagnie de la Jungfraubahn. Il existe une gare dans la paroi de la face nord, appelée Eigerwand, qui permet d'avoir une vue au sein de la face nord.

## Toponymie
Eiger, dont la traduction actuelle de l'allemand est un « ogre », proviendrait en fait du moyen haut-allemand Hej-Gêr désignant une « pointe élevée » ou un « grand épieu ». On rencontre dans le dialecte local la graphie Hoger.

## Ascensions

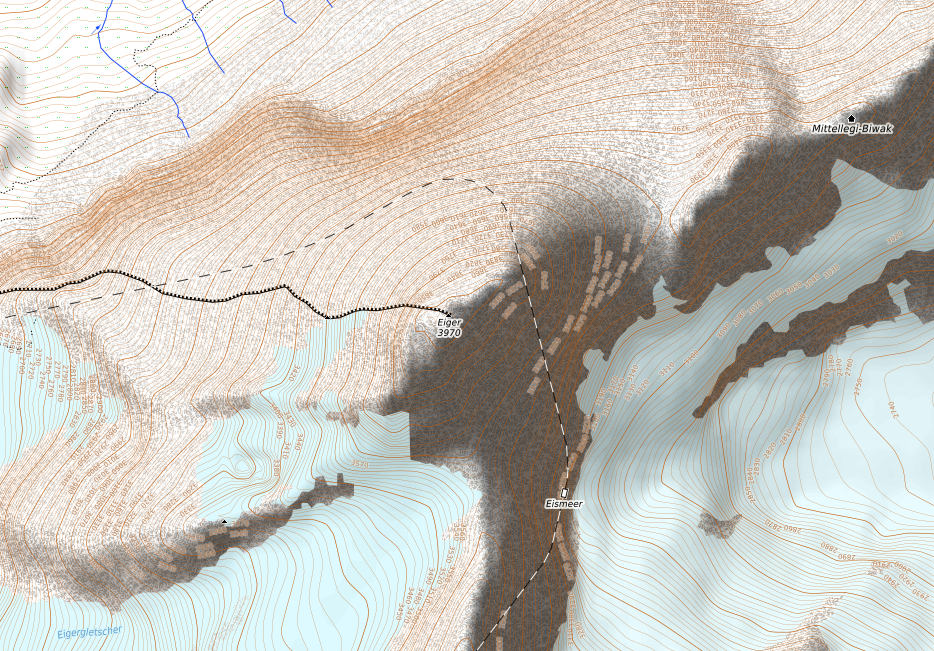
Carte topographique de l'Eiger.

- 1858 : première ascension le 11 août par les guides suisses Christian Almer et Peter Bohren en compagnie de l'Irlandais Charles Barrington (en)
- 1921 : première ascension de l'arête Mittellegi par Yuko Maki avec Fritz Amatter, Fritz Steuri et Samuel Brawand
- 1932 : face nord-est par Hans Lauper avec Alfred Zürcher, Alexander Graven et Joseph Knubel
- 1938 : première ascension de la face nord le 24 juillet par la cordée allemande de Anderl Heckmair et Ludwig Vörg associée à la cordée autrichienne de Heinrich Harrer et Fritz Kasparek
- 1947 : seconde ascension de la face nord par les Français Lionel Terray et Louis Lachenal

### Versant nord
La face nord ou Nordwand en allemand (en réalité plutôt nord-ouest) est réputée pour sa difficulté. Le dénivelé est d'environ 1 650 mètres.
La première tentative sérieuse a été entreprise le 17 juillet 1934 par trois alpinistes originaires de Saxe, Willy Beck, Kurt et Georg Löwinger, qui ont atteint le 19 juillet l'altitude de 2 900 mètres. Ils ont dû interrompre leur tentative à la suite d'une chute de Willy Beck.
Les deux alpinistes de Munich, Karl Mehringer et Max Sedlmayr, ont commencé leur tentative le 21 août 1935 et sont morts cinq jours plus tard dans une tempête de neige. Le point auquel ils ont été aperçus pour la dernière fois depuis la vallée au moyen de jumelles fut par la suite nommé le « bivouac de la mort ».
La face nord rappelle également le désastre de la face nord de l'Eiger et la mort de Toni Kurz, Andreas Hinterstoisser, Edi Rainer et Willy Angerer en 1936. Après que Hinterstoisser a réussi à vaincre un passage très difficile (la traversée Hinterstoisser), les quatre ont retiré la corde, ce qui leur a coupé ensuite toute possibilité de retraite. Lorsqu'ils ont dû rebrousser chemin à la suite d'une blessure consécutive à une chute de pierres, ils ont entamé une descente mortelle : Toni Kurz est mort le dernier à quinze mètres au-dessus des sauveteurs, un nœud étant coincé dans le mousqueton. Ses dernières paroles ont été : « Ich kann nicht mehr » (« Je ne peux plus »). L'histoire de cette tentative est racontée par le film Duel au sommet (Nordwand, 2008).
La première ascension a été réalisée du 21 juillet au 24 juillet 1938 par une cordée austro-allemande avec Heinrich Harrer, Anderl Heckmair, Fritz Kasparek et Ludwig Vörg. En fait, deux cordées se sont retrouvées pendant l'ascension (les Autrichiens Kasparek et Harrer d'une part, les Allemands Heckmair et Vörg d'autre part). Les quatre s'étaient rejoints, satisfaits d'avoir survécu à une avalanche dans l'Araignée blanche. Le régime national-socialiste y vit alors un symbole de l'Anschluss, qui venait d'avoir lieu le 13 mars 1938, et cette première fut exploitée par la propagande nazie.
La première hivernale a été réalisée en 1961 par Toni Hiebeler, Walter Almberger, Anderl Mannhard et Toni Kinshofer. L'hiver suivant, une cordée italienne menée par le tyrolien Armando Aste (en) réussit également l'ascension.
La première ascension en solitaire a été réalisée par le Suisse Michel Darbellay, les 2 et 3 août 1963. La même année, en décembre, Paul Etter réussit la première descente de la face nord en compagnie de Ueli Gantenbein et Sepp Henkel.
La directissime de l'Eiger a été réussie en mars 1966 par deux équipes, au départ distinctes, qui ont ensuite uni leurs efforts pour réussir cette directissime appelée voie John Harlin : une équipe composée de l'Écossais Dougal Haston et des Américains John Harlin et Layton Kor, et une équipe allemande avec Jörg Lehne, Gunther Strobel, Robert Votteler, Sigi Hupfauer, Karl Kolikow et Rolf Rozenzopf. L'Américain John Harlin est mort à la suite d'une rupture de corde dans l'assaut final.
En 1968, Reinhold Messner a réussi la première ascension du pilier nord.
En 1973, Wanda Rutkiewicz est la première femme à réussir l'escalade du pilier nord.
En 1974, Peter Habeler et Reinhold Messner réussissent l'ascension la plus rapide (10 heures).
En 1978, Tsuneo Hasegawa et Ivano Ghirardini, réussissent successivement la première et la deuxième hivernales en solitaire de la face nord, à un jour d'intervalle. Ceci dans le cadre des premières trilogies hivernales solitaires des trois grandes faces nord des Alpes (Cervin, Grandes Jorasses, Eiger).
En 1992, le 9 mars, Catherine Destivelle réussit en 17 heures l'escalade de cette face, en solitaire et en conditions hivernales. C'est la première ascension solitaire féminine d'une face alpine à un tel niveau de difficulté et de dangerosité.
Des ascensions en solitaire encore plus rapides (moins de cinq heures) ont suivi : en 1983 Thomas Bubendorfer (de) et aussi Reinhard Patscheider. Le record a été battu en 2003 par le tyrolien du sud Christoph Hainz (4½ heures). En 2007, Ueli Steck, alpiniste suisse allemand de renom, a une fois de plus haussé le niveau et réalisé l'ascension en 3 h 54. En février 2008, le même Ueli Steck prouve une fois de plus qu'il est un des plus rapides alpinistes de tous les temps en pulvérisant son propre record de 67 minutes pour le ramener à 2 h 47. Afin de battre son propre record, Ueli Steck aura perdu 5 kg en 12 mois et allégé son sac de 3 kg prouvant à quel point quelques kilos peuvent être importants à ce niveau. Le 20 avril 2011 le Suisse Dani Arnold améliore de 20 minutes ce record de vitesse, mais en empruntant la corde fixe de la traversée Hinterstoisser (les ascensions de Steck, elles, sont entièrement autonomes). Âgé de 27 ans, Dani Arnold réalise l'ascension en 2 heures et 28 minutes  en suivant, comme tous les autres, la voie classique Heckmair. Parti à 9 h 5 il atteint le sommet à 11 h 33. Le 16 novembre 2015, Ueli Steck effectue l'ascension en 2 h 22 et récupère ainsi son record. Cinq jours avant cette performance, il réalisait l'ascension avec Nicolas Hojac en 3 h 46, établissant ainsi un nouveau record pour une ascension en cordée.
La face nord est marquée de plusieurs catastrophes : celle de 1936 mais aussi celle de Claudio Corti (seul survivant d'une cordée comprenant Stefano Longhi, Günther Nothdurft et Franz Mayer en 1957). En août 1963, la cordée Alberto Rabadá-Ernesto Navarro a trouvé la mort en tentant de réaliser la première espagnole de la face nord. Une cordée de quatre alpinistes de République démocratique allemande (en 1967) a connu également une issue tragique.

## Effondrement de roches de l'Eiger
Le 14 juillet 2006, à la suite de la fonte d'une partie du glacier inférieur de Grindelwald situé à l'extrémité de l'arête du Hörnli au pied du versant est de la montagne, un bloc de roche de 30 mètres de hauteur, d'un volume de près de 200 000 m3, s'est effondré. Depuis, l'activité du versant, quoique toujours existante (nombreuses petites chutes de pierres), s'est ralentie, mais on ne peut encore exclure l'effondrement d'un pan de près de 20 millions de m3 de roches encore instables.

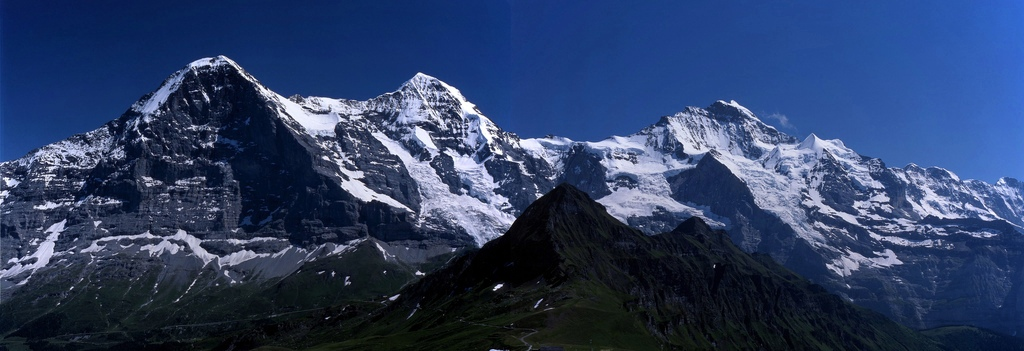
Panorama depuis le Männlichen : Eiger, Mönch et Jungfrau (de gauche à droite)

## Culture

L'Eiger peint par Maximilien de Meuron.

Le livre de Trevanian La Sanction voit son héros Jonathan Hemlock, un alpiniste de renommée internationale mais aussi un tueur redoutable, engagé dans une équipe qui va tenter l'ascension d'une des plus dangereuses montagnes des Alpes : l'Eiger par la face nord. Clint Eastwood a réalisé un film à partir de ce roman qui s'intitule également La Sanction dans lequel il joue le rôle de Jonathan Hemlock.
L'Eiger fait partie des montagnes qui apparaissent sur la photo officielle de 2024 du Conseil fédéral.